# Johann Eichinger (Kreisleiter)
Johann Eichinger (* 7. Juli 1907 in Laxenburg; † unbekannt) war ein nationalsozialistischer Kreisleiter im Kreis Mistelbach.

## Leben
Johann Eichinger war bereits 1923 bis 1926 Mitglied der nationalsozialistischen Arbeiterjugend und trat zum 1. März 1930 der NSDAP bei (Mitgliedsnummer 117.270). 1930 bis 1931 war Eichinger Zellenleiter in Wien-Wieden. 1931 bis 1933 fungierte er als Gauredner in Wien und Niederösterreich sowie als Gaustellenleiter. 1933 flüchtete er in die Tschechoslowakei und weiter in das Deutsche Reich. 1934 bis 1938 war er Gebietsleiter-Stellvertreter des Hilfsbundes Deutsch-Österreich in Bayern. Nach dem Anschluss Österreichs war er Mitarbeiter im Gau Niederösterreich. Er erhielt die Auszeichnung Alter Kämpfer und konnte dadurch seine niedrige NSDAP-Mitgliedsnummer behalten. Ab dem 1. Mai 1938 fungierte Eichinger als Kreisleiter des Kreises Mistelbach. Er war Träger der bronzenen und silbernen Dienstauszeichnung der NSDAP und wurde innerhalb der SA bis zum Sturmbannführer befördert. Nachdem er nach dem Krieg untergetaucht war, wurde er am 10. August 1951 verhaftet, jedoch zwischenzeitlich wieder entlassen. Am 6. Oktober 1952 wurde er angeklagt. Die Hauptverhandlung gegen Eichinger wurde aufgrund einer Erkrankung ausgesetzt. Am 18. März 1955 wurde das Verfahren vom Bundespräsidenten eingestellt.